# Reitereck
Reitereck är en bergstopp i Österrike.   Den ligger i distriktet Liezen och förbundslandet Steiermark, i den centrala delen av landet, 180 km sydväst om huvudstaden Wien. Toppen på Reitereck är 1 719 meter över havet.
Terrängen runt Reitereck är bergig åt nordost, men åt sydväst är den kuperad. Närmaste större samhälle är Rottenmann, 11,1 km norr om Reitereck. 
I omgivningarna runt Reitereck växer i huvudsak blandskog. Runt Reitereck är det ganska glesbefolkat, med 42 invånare per kvadratkilometer.